# 儒格Mini-14半自動步槍
儒格Mini-14、儒格Mini-30（英語：Ruger Mini-30）和儒格Mini-6.8（英語：Ruger Mini-6.8）是一系列由美国槍械公司斯特姆-儒格公司（Sturm Ruger）以M1卡宾枪及M14自動步枪改進而成的小型、小口徑及輕量化的半自動步槍／卡宾枪，是M14自動步枪的「迷你型」版本，共有5種型號。儒格Mini-14非目標型版本可同時發射民用型的.223雷明登和相似高的5.56×45毫米北約口徑步枪子彈，而儒格Mini-30、儒格Mini-6.8、222 Remington型和300 Blackout型則分別發射7.62×39毫米蘇聯口徑、6.8×43毫米雷明登SPC、.222雷明登和.300 AAC BLK（7.62×35毫米）口徑步枪子彈。
儒格公司亦向執法機關和軍方客戶提供了Mini-14的擊發調變式衍生型，AC-556。AC-556型號具有稍長的機匣（與早期生產的“180系列”型號相同），而且為一款可全自動射擊的突擊步槍。該型號可配備短枪管和刺刀座等零件。Mini-14GB型號則是軍警兩用的半自動衍生型，並可選用原廠提供的短枪管、折疊式傘兵槍托、消焰器和刺刀座。

## 歷史

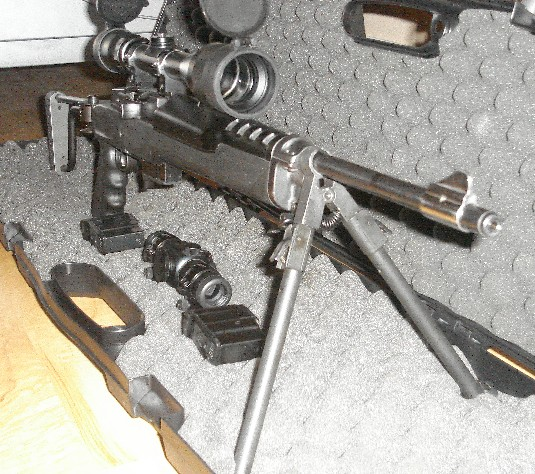
不銹鋼型Mini-14牧場步槍與各種附件。

1974年，美国槍械公司斯特姆-儒格公司首度推出Mini-14。Mini-14之名是從軍用型M14自动步槍衍生而來。它具有大量創新和可降低成本的改良設計。Mini-14非常受到小型獵物（small game）狩獵、牧場主、執法機關、保安人員、競技射手和射擊愛好者的歡迎。

## 設計細節

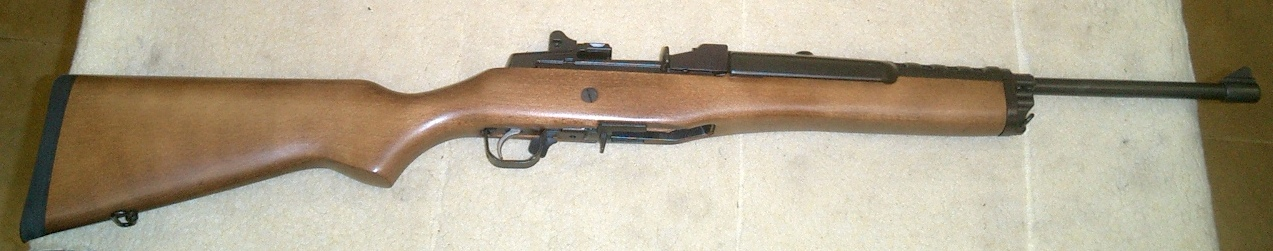
牧場步槍。注意其瞄準鏡接口和鬼環式照門。

由L·詹姆斯·沙利文和威廉·B·儒格所設計的Mini-14步槍採用了熔模鑄造、熱處理製造的機匣以及M1加兰德和M14的閉鎖機構與自我清潔的固定型短行程活塞氣動式和轉拴式槍栓系統。該步槍具有不鏽鋼或烤藍表面處理和硬木、合成物質或層壓式膠合板槍托，以及一根長469.9毫米（18.5英吋）的槍管。目前推出的目標型步槍只能發射.223雷明登步枪子彈而不能發射5.56×45毫米北約口徑步枪子彈。它們都配備了558.8毫米（22英吋）重型槍管，並且使用層壓木質或霍格（英語：Hogue）包覆成型合成槍托。相比起性能上倫比的民用半自動步槍，例如AK和AR-15，大多數Mini-14具有經典的運動步槍外觀。由於不具有威脅性，因此被美國聯邦法律和眾多州份禁止的半自動步槍名單中排除在外，而且很容易買到。然而儒格目前亦提供了一些裝上了黑色ATI可調節及折疊式槍托與手槍握把的Mini-14步槍。雖然Mini-14的彈匣類似於M16的STANAG彈匣，但是兩者卻不能互換使用。

### 生產版本
最初型號的空倉掛機結構沒有任何可以手動操作的按鈕。槍托具有一些棱角而且隔熱罩是由木製成。這些步槍的序列號前綴是在181之前，而在以後都進行了工具加工處理和經重新設計過的一個新型槍托、新型空倉掛機結構，以及其他小型改動。
2003年，儒格再次大規模改良其設計和生產工藝，以改善射擊準確度和更新樣式，而且在同一時間降低其生產成本。以牧場步槍的名義銷售的新型號是以過去的牧場型號步槍為藍本，並整合了瞄準鏡基座。2005年，新型牧場步槍使用了以580開頭的序列號。這些步槍有時被稱為580系列牧場步槍。新型號採用了改進型導氣系統設計以減少槍管振動，和新型的機械瞄具以便快速瞄準。
在2007—2008年一個不確定的時間點，儒格新增了較重型的錐形槍管的Ranch Rifle系列。較重型的槍管的整體直徑較大，而槍管從槍口到接近導氣箍的接近最後數英寸會明顯地變得較厚。這些衍生型具備更嚴格的公差，有助提升其潛在的射擊準確度。新一代Ranch Rifle步槍能夠打出百码2MOA（角分）的精度。

## 衍生型
標準型號的照門為覘孔式瞄具與大型護翼，而且直到最近都沒有內置式瞄准镜基座。2005年，儒格對於Mini-14作出了設計改動，分別改變了機匣、照門和準星。所有新型款式的Mini-14都內置了瞄准镜基座，和類似於儒格警用卡賓槍所使用的非折疊鬼環覘孔式照門和護翼準星。

### 牧場步槍型

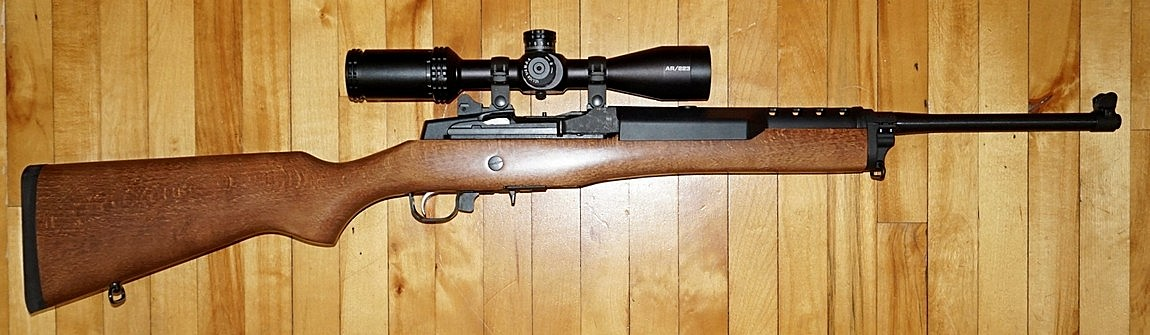
裝有Bushnell 3-9×40毫米步槍瞄準鏡的儒格Mini-14牧場步槍型。

1982年，儒格開始在許多Mini-14步槍的機匣刻上了“RANCH RIFLE”（牧場步槍）的標記而非“Mini-14”。這個版本改良了瞄準鏡基座，令其與瞄準鏡更契合，並隨槍附上了儒格原廠提供的瞄準鏡環。步槍的拋殼也設置為向著較低的角度拋出其空彈殼，以免空彈殼擊中低位安裝的瞄準鏡和安裝在瞄準鏡下，具有摺疊功能的照門。舊型號的準星沒有護翼。牧場步槍型為最基本的型號，它們通常具有木製步槍槍托或是合成材料製成的槍托，以及黑色或不鏽鋼機匣，並且配備了18.5英寸錐形槍管。雖然亦有些型號，例如美國全國步槍版本提供16英寸槍管。這些步槍配備了可調節鬼環式照門和護翼準星。它們與20發可拆卸式彈匣一起出售；然而在一些禁止大容量彈匣的州份，例如紐約、新澤西州和加利福尼亞州，步槍只能與5發彈匣一起出售。這些型號既可發射.223雷明登步枪子彈，亦可發射5.56×45毫米北約口徑步枪子彈。

### Mini-14 GB

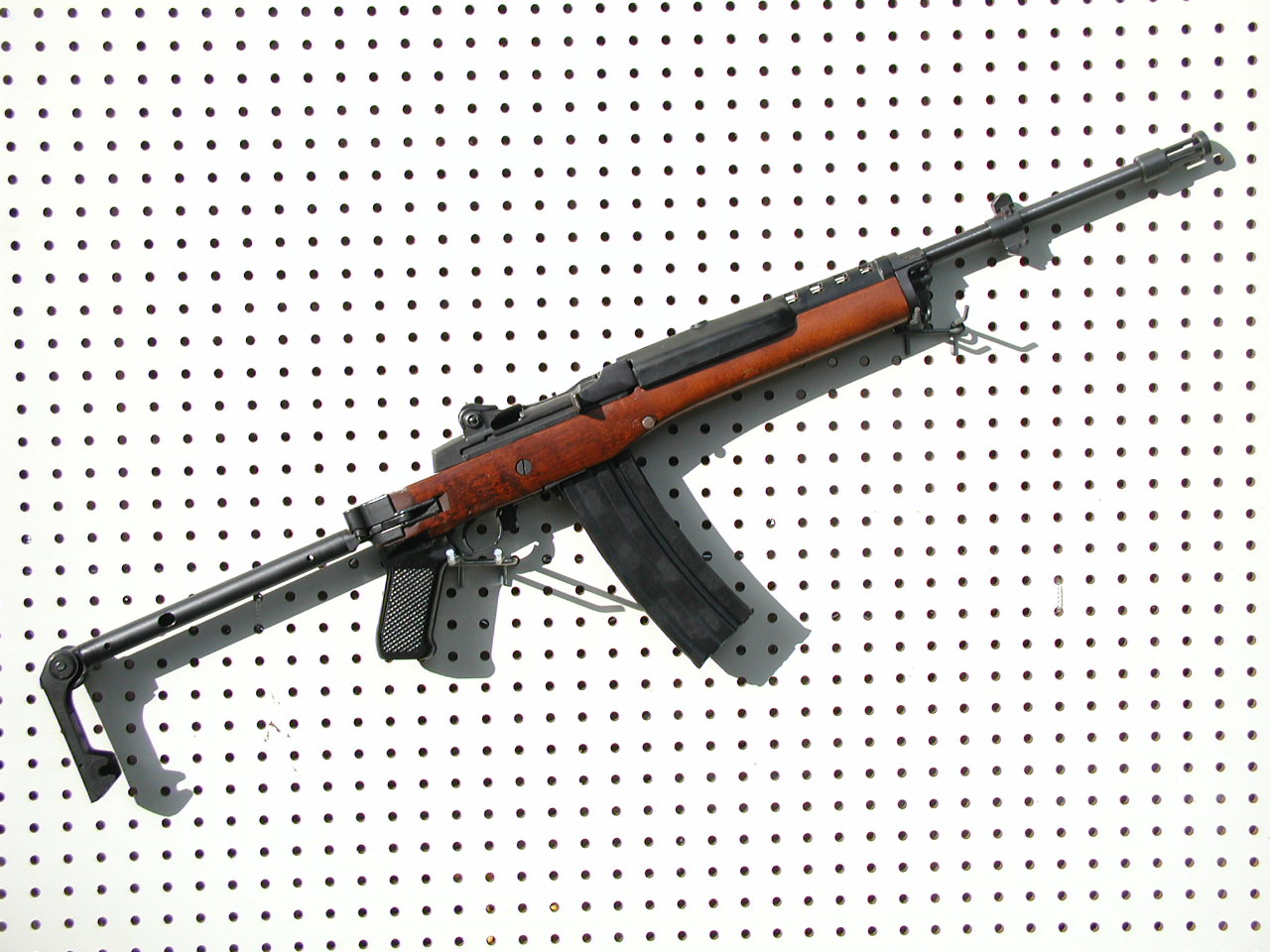
儒格迷你-14／F30GB半自動步槍是儒格完全原創的步槍，配備了手槍握把、折疊式槍托、30發彈匣、刺刀座、螺紋槍托和消焰器。

Mini-14/20GB是在槍口裝有消焰器和刺刀座的型號。“GB”意為“政府型刺刀”（Government Bayonet）。

### AC-556
AC-556是面向軍隊和執法機關用途銷售的擊發調變版本。其設計特點為機匣右側後方的快慢機，射擊選擇有：半自動、三發點放或全自動射擊模式；在扳機護圈前面的手動保險操作方式與標準型Mini-14相同。其準星具有護翼保護，並裝上了刺刀座。13英吋（330.2毫米）或18英寸長（457.2毫米）的槍管亦裝上了消焰器，可以用於發射適配的催淚彈和煙霧彈。AC-556F和AC-556K還可裝上折疊式槍托。該步槍雖然配備了20發彈匣，但亦有一段時間可配備原廠版本的30發彈匣。1999年，儒格停止了AC-556的生產；而在2009年，儒格也停止提供該步槍型號的售後服務。

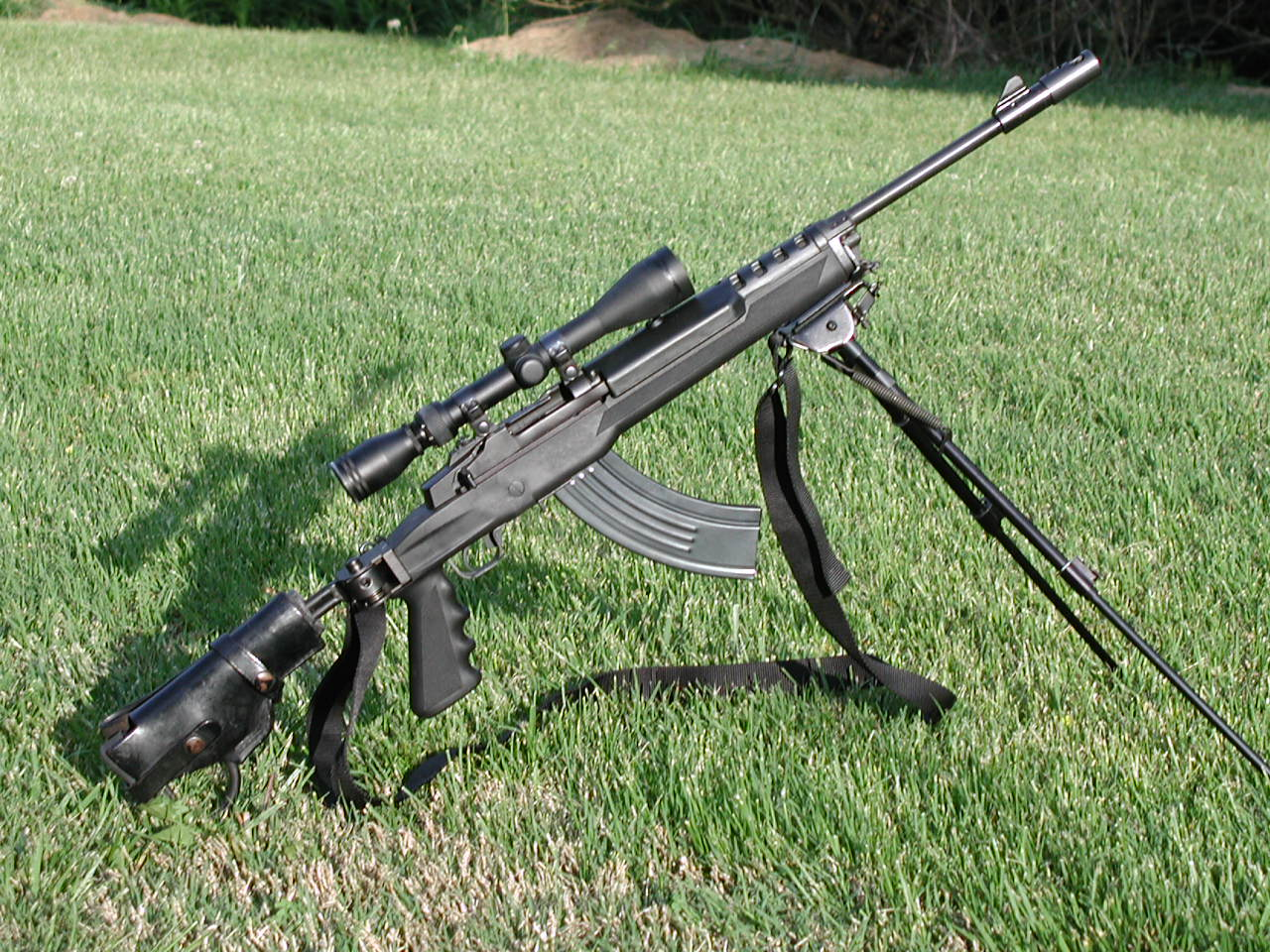
裝上了附手槍握把式折疊槍托、哈里斯兩腳架、30發彈匣、附帶了轉向器的AK-74樣式圓柱形槍口制退器和3—9×40毫米瞄准鏡的儒格高位鏡環的儒格Mini -30。

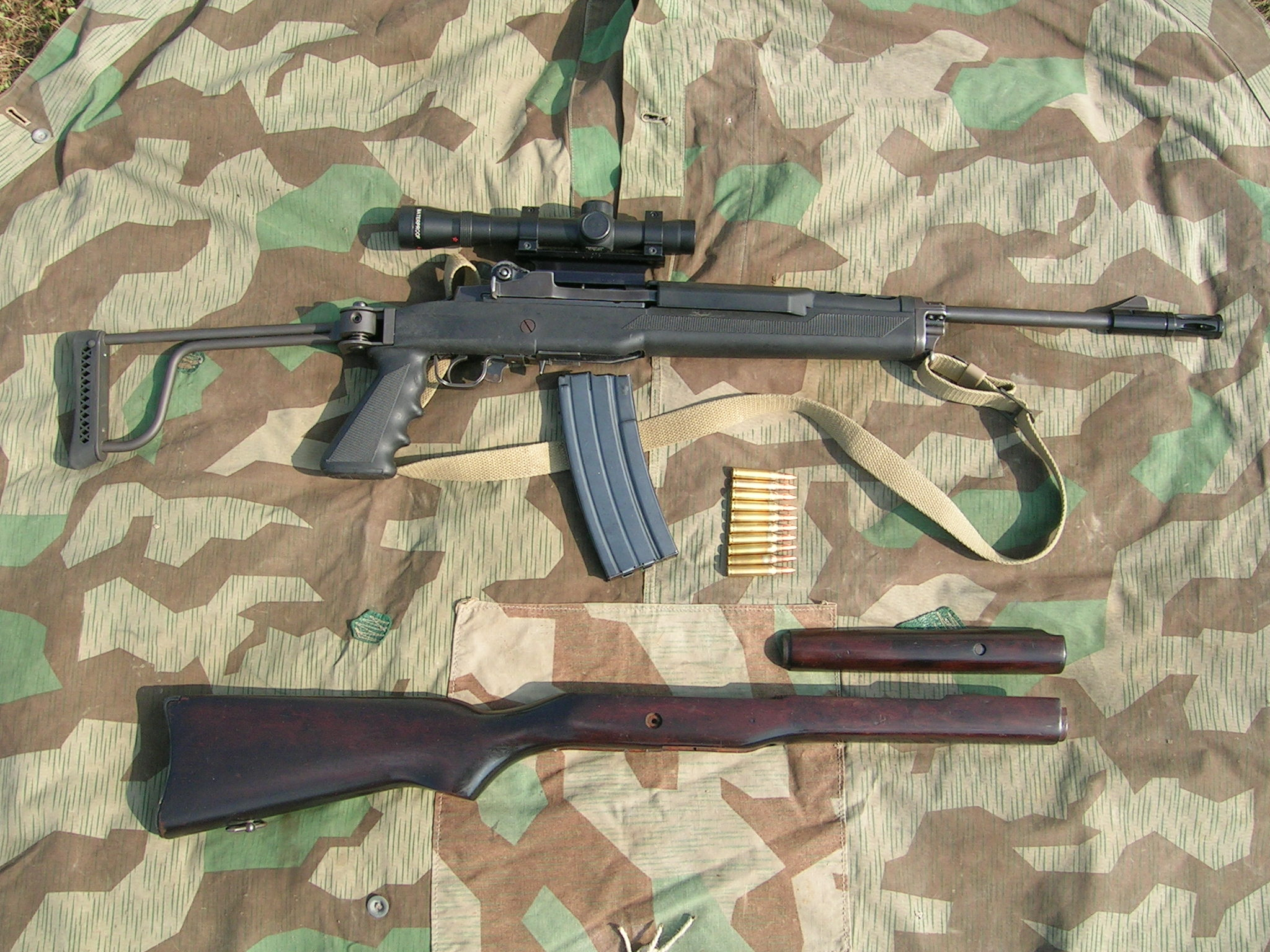
儒格Mini-14與眾多附件。

### Mousqueton A.M.D

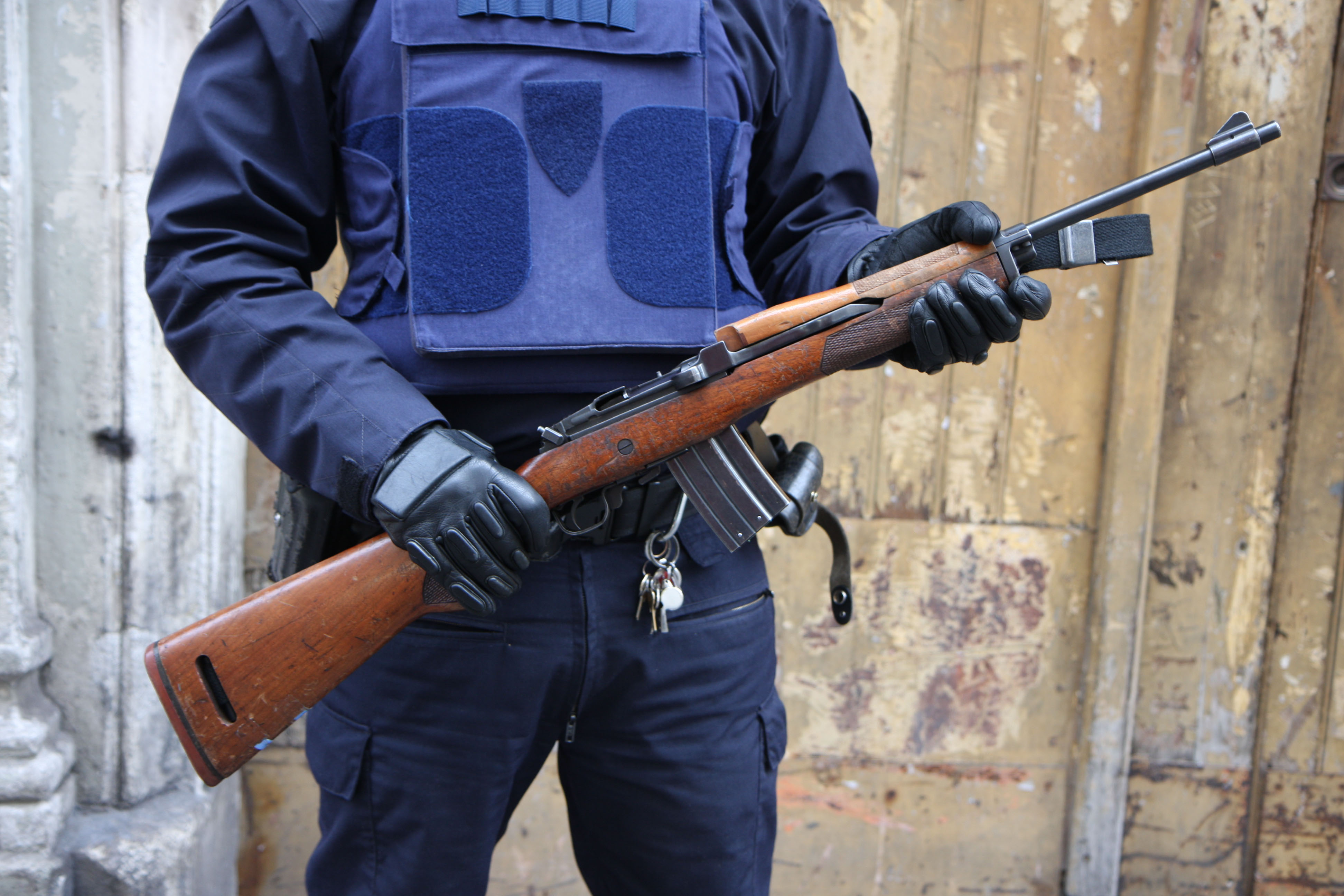
法國CRS警察與裝有切線式照門的Mousqueton A.M.D.。注意：選檔杆位於機匣後部。

在法國服役的AC-556被命名為Mousqueton A.M.D。Mousqueton A.M.D被法國多個政府機構，包括內政部邊防警察中央總局（簡稱：DCPAF）、法國共和國保安隊以至國家憲兵干預組等特種單位所採用，並在2015年11月巴黎襲擊事件後出現在街道上站崗和巡邏的法國警察手上。

### 目標型步槍
“目標型步槍”版本於2006年推出，採用了重型槍管、可調節的諧波避震器和目標型槍托。該型號只能發射.223雷明登步枪子彈而不能發射5.56×45毫米北約口徑步枪子彈。

### 戰術型步槍

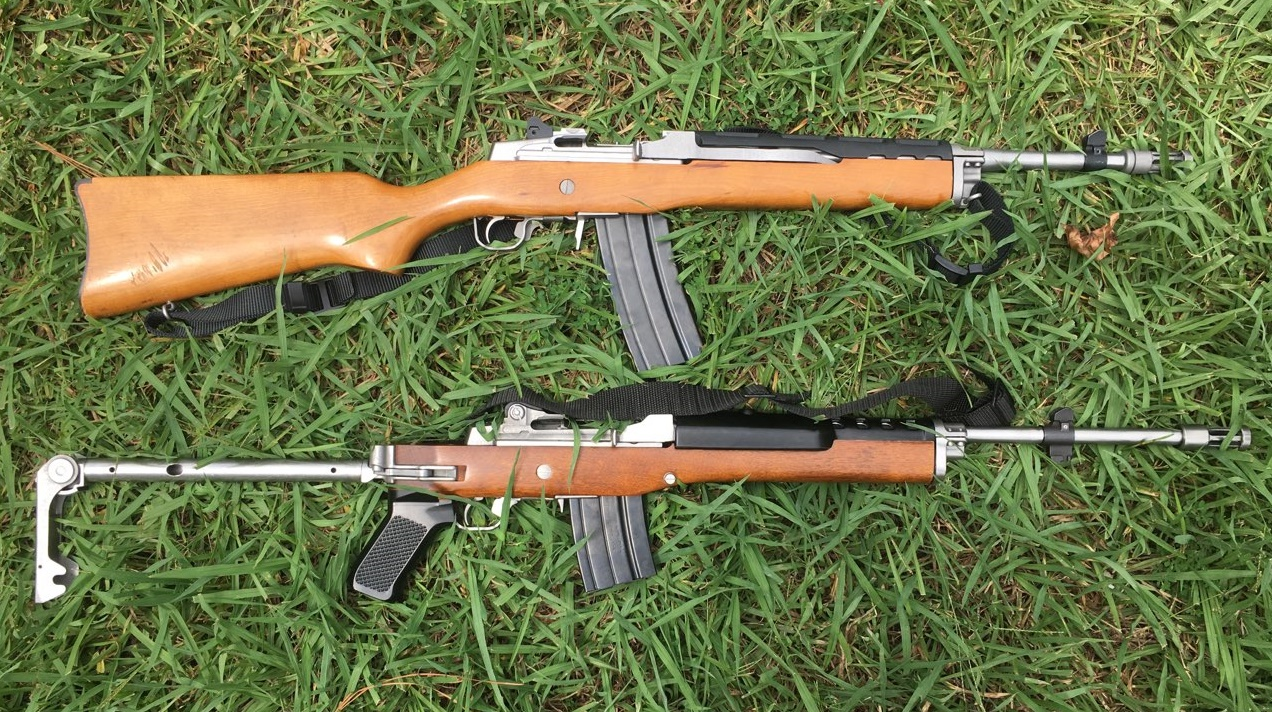
不銹鋼Mini-14戰術型（頂部）和Mini-14 GB-F

“戰術型步槍”是一種較新型的型號，具有409.45毫米（16.12英吋）槍管（1：9英吋膛線）與消焰器，而且可以使用標準型固定槍托／前護木，或具有皮卡汀尼導軌的可折疊式ATI商標槍托。除了“鳥籠”式消焰器、折疊式槍托和短槍管以外，它與牧場步槍型非常相似。該型號既可發射.223雷明登步枪子彈，亦可發射5.56×45毫米北約口徑步枪子彈。

### 全國步槍協會型
2008年，儒格推出一款全國步槍協會型號，它採用更短的16.25英寸（412.75毫米）槍管、附送兩個20發彈匣（如果容許），以及具有金色全國步槍協會獎章的聚合物槍托。每售出一把該型號的步槍，儒格就會捐款給全國步槍協會立法行動研究所。

### Mini-30
1987年，儒格開始生產Mini-30。Mini-30發射SKS和AK所使用的俄罗斯7.62×39毫米蘇聯口徑步枪子彈，因為美國亦有許多州份禁止使用比6毫米（0.243英吋）更小口徑的步槍狩獵鹿隻。7.62×39毫米具有與美國國內廣為人知的.30-30溫徹斯特步枪子彈相類似的彈道。Mini-30具有16.12英吋或18.5英吋槍管可供選擇，膛線纏距為1：10英吋右旋。

### 其他口徑

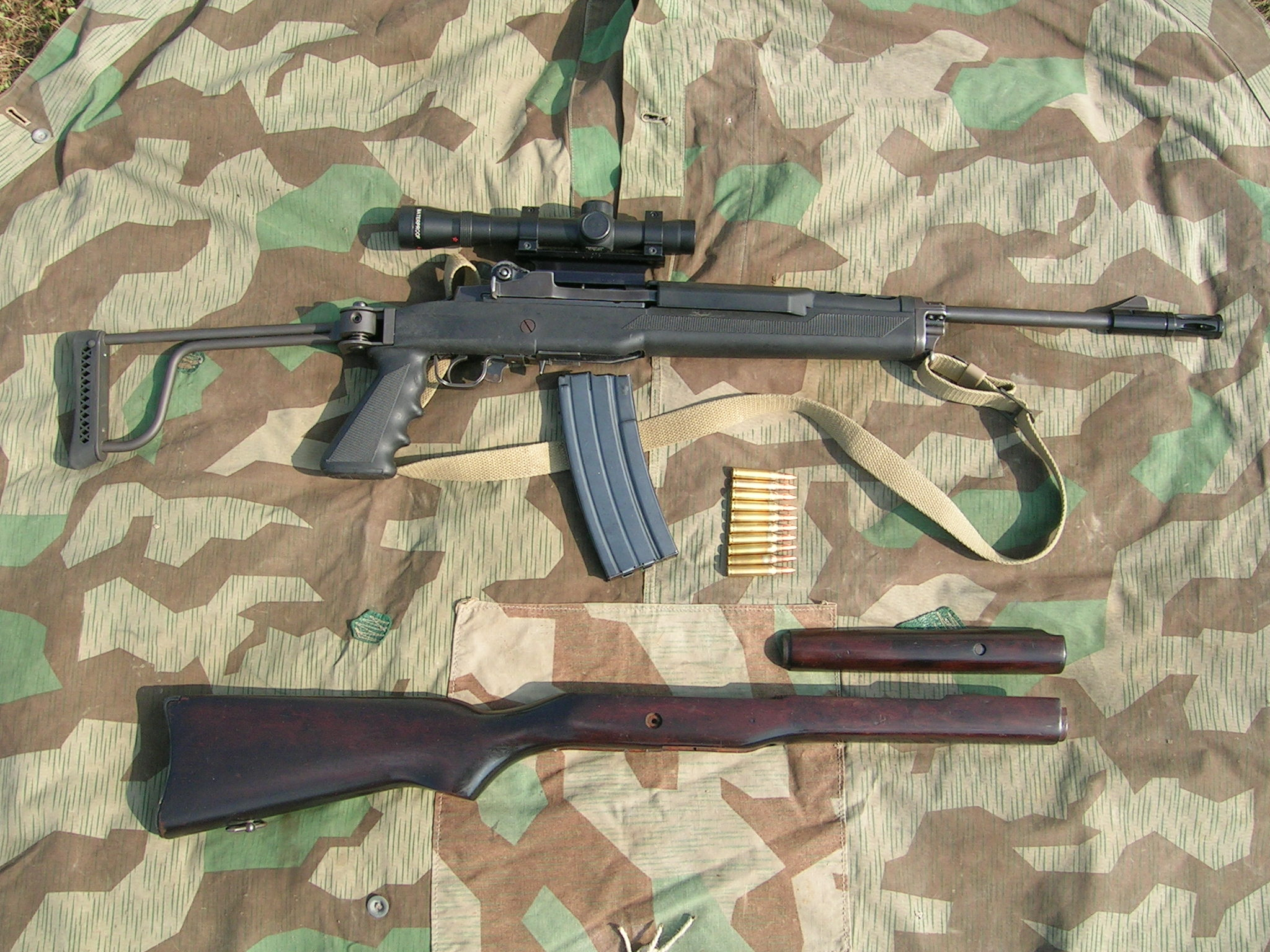
Mini-14與各種配件

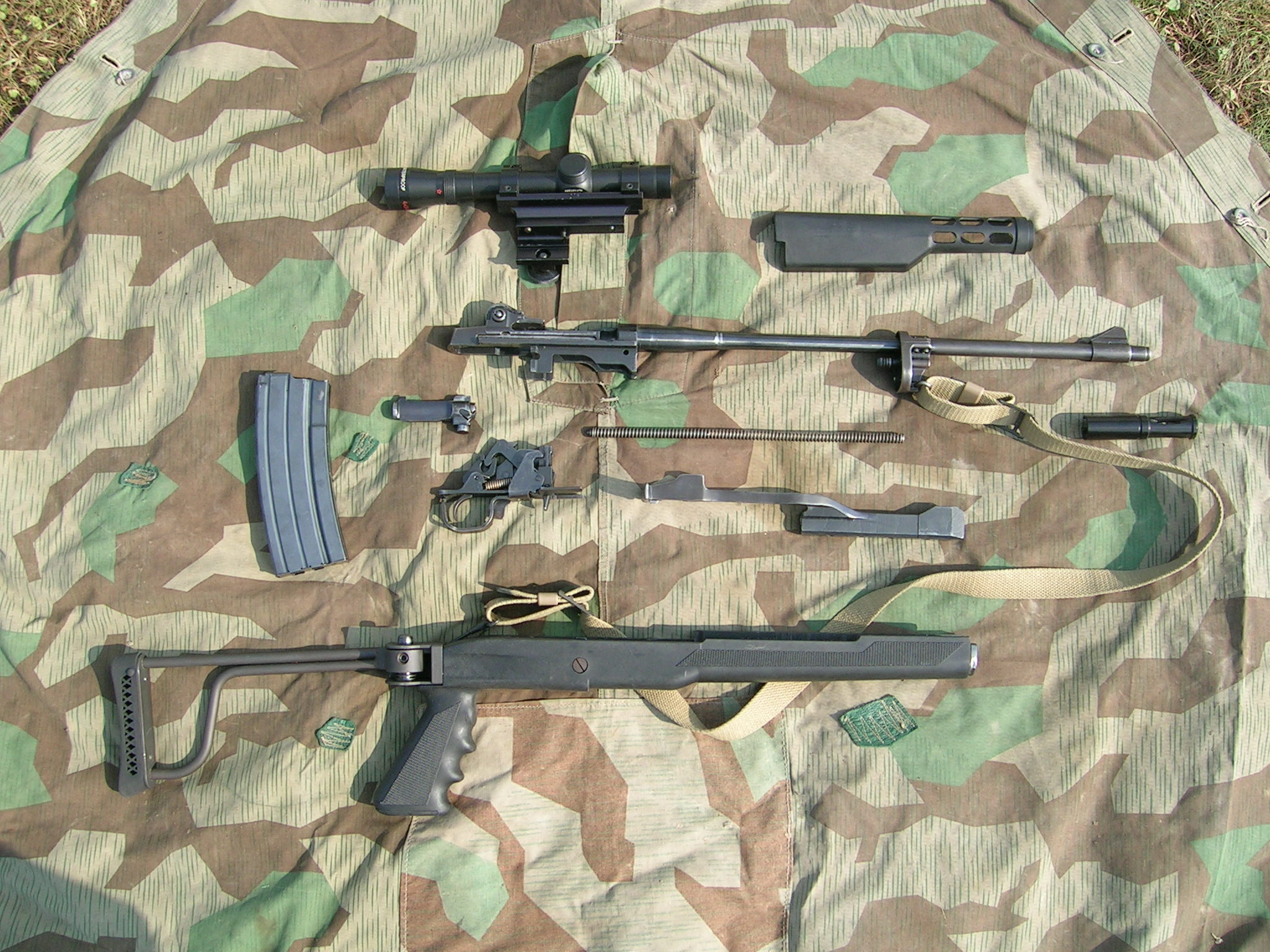
分解了的Mini-14與各種配件

一些早期的Mini-14步槍能夠發射.222雷明登口徑步枪子彈。由於在尺寸上.223雷明登步枪子彈與5.56×45毫米北約口徑步枪子彈差距很小，因而讓儒格Mini-14能夠發射上述兩種子彈。在美國某些州份和某些國家（例如墨西哥）的政府卻會嚴格限制或禁止民用槍械使用5.56×45毫米北約口徑軍用子彈。而.222雷明登雖與該兩種子彈相似但不可互換使用；故.222雷明登口徑的Mini-14步槍可以在這些地區銷售。
2007年，儒格開始生產Mini-6.8步槍，該步槍發射商業型6.8×43毫米雷明登SPC口徑步枪子彈。但到了2012年，Mini-6.8步槍已經停產，不再在儒格官方網站的目錄中列出。
2015年，儒格又推出了Mini-14戰術型的.300 AAC BLK（7.62×35毫米）口徑版本。

### XGI
儒格亦曾研製一個更大口徑版本的Mini-14，並命名為XGI，它發射.308溫徹斯特和.243溫徹斯特口徑步枪子彈。雖然該槍曾在1984—1985年被刊登在媒體上，但由於尚未解決其機械和生產問題，它從沒有投產過。

### 栓動槍機型（Bolt-Action Only，BOA）
由於英國政府曾於1988年立法禁止中央底火式半自動步槍，儒格亦曾少量生產過一批直拉式栓動槍機型Mini-14和Mini-30。

### 附件
Mini-14和Mini-30具有範圍廣泛的售後市場配件可供使用，包括大量的槍托、彈匣、韋弗式導軌和MIL-STD-1913戰術導軌接口。甚至还有犢牛式版本的改件。

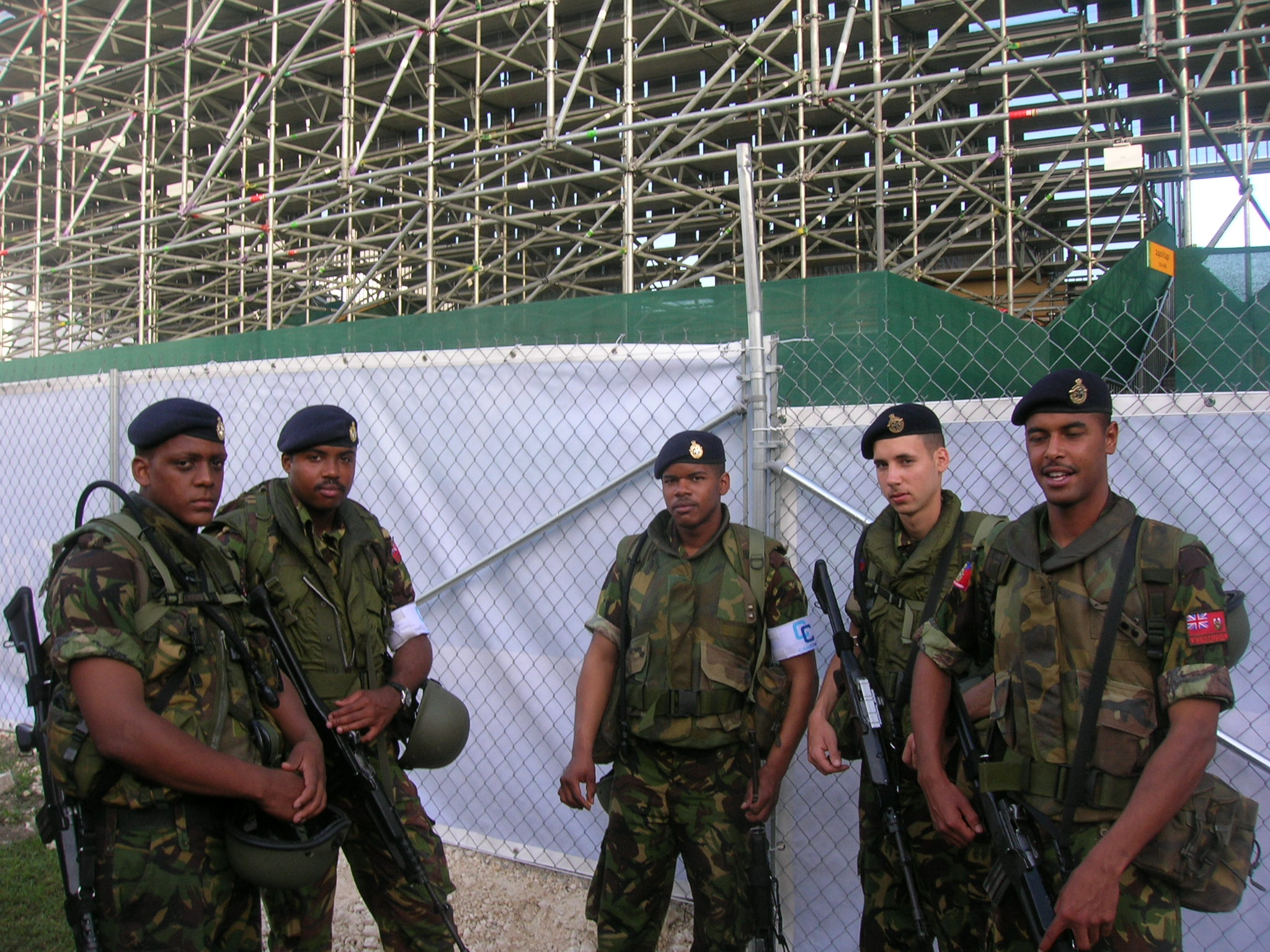
2007年板球世界杯巴巴多斯場館外，手持Mini-14GB/20步槍的百慕達軍團士兵。

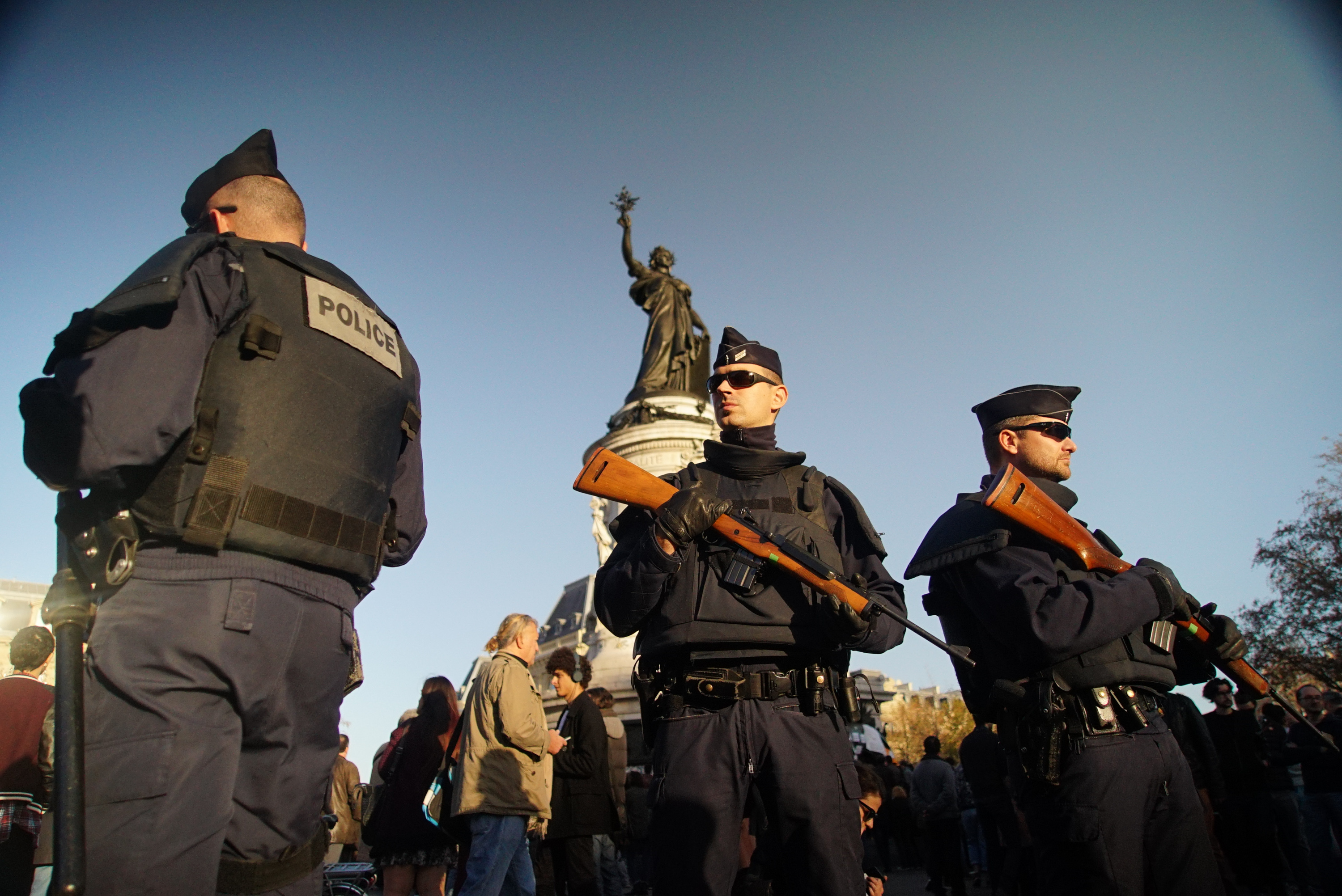
手持Mousqueton A.M.D.步槍的法國警察。

## 使用者
- 阿根廷
  - 阿根廷聯邦警察（英语：Argentine Federal Police）
- - 新南威爾士州懲教部門（英语：Corrective Services NSW）（已退役）[19]
- 百慕大
  - 百慕達軍團（英语：Bermuda Regiment）（自1983年起採用Mini-14GB/20作為制式步槍；1994年，原來的木製槍托更換為喬特黑色塑料槍托）[20][21]
- 巴西
  - 警察單位
- 法國：採用型號為Mousqueton A.M.D.衍生型。
  - 中央首長邊防輔助警察（英语：Direction centrale de la police aux frontières）
  - 法國國家憲兵干預組
  - 法國國家警察防暴大隊（英语：Compagnies Républicaines de Sécurité）[22][23]
- 香港
  - 香港警務處跟蹤支援隊
  - 懲教緊急應變隊
- [24]
- 印度尼西亞
  - 警察部隊（Mini-14GB）
- 黎巴嫩
  - 警察部隊（AC-556）
- 中華民國
  - 中華民國空軍：門哨、機庫戒備之用途，現已汰換為T65K2步槍[25]。
- 羅德西亞
  - 羅得西亞武裝部隊（英语：Military of Rhodesia）[26]（Mini-14）
- 英国
  - 薩里警察局（英语：Surrey Police）槍械支援隊（1980年代裝備了裝上喬特黑色塑料槍托的Mini-14）[27][28][29]
  - 皇家阿爾斯特警察
- 美国
  - 美國農業部（Mini-14GB）
  - 印第安事務局（Mini-14）
  - 美國國家公園管理局（Mini-14GB）
  - 美國聯邦監獄局（Mini-14GB）
  - 美國國務院（AC-556GF）
  - 紐約市警察局緊急勤務隊（英语：New York City Police Department Emergency Service Unit）（Mini-14[30]，該步槍最終被M4卡賓槍所取代）[31]
  - 紐約市警察局有組織犯罪管制局（Mini-14）[31]
  - 加利福尼亞州懲教及康復部（英语：California Department of Corrections and Rehabilitation）[32][33][34]（Mini-14）
  - 喬治亞州懲教部（英语：Georgia Department of Corrections）[35]（Mini-14）
  - 北卡羅來納州懲教部（英语：North Carolina Department of Correction）[36]（Mini-14）
  - 美国海军陆战队（在某些美國國外的大使館充當警衛行動時，會發配Mini-14）[37]
- 委內瑞拉
  - 警察部門（Mini-14）

## 犯罪用途
1970—80年代之間，美國連環殺手羅伯特·漢森（Robert Hansen）在阿拉斯加州荒野使用儒格Mini-14步槍綁架和狩獵一群受害者。
1986年4月11日09:30（UTC-5），FBI邁阿密槍戰事件之中，其中一名抢劫匪徒李·邁克爾·普拉特（Michael Lee Platt）使用儒格Mini-14步槍射殺了兩名联邦探員並射傷另外五名。
1989年12月6日17:10－17:30，蒙特利尔理工學院大屠殺之中，加拿大籍兇手馬克·勒平（Marc Lépine）使用儒格Mini-14（和獵刀），共殺死14名女性並擊傷10名女性和4名男子，兇手最終也使用其步槍吞槍自殺。這一事件導致了加拿大採取了更為嚴格的槍枝管制法律。
2011年7月22日15:26及約17:30（欧洲中部夏令时间），挪威爆炸和槍擊事件的于特島槍擊事件（被兇手稱為「于特島殺戮狂歡」）之中，挪威藉恐怖分子安德斯·贝林·布雷维克使用儒格Mini-14（和一把格洛克34），共殺死69人並擊傷66人。

## 流行文化
儒格Mini-14系列同時出現在多個电影、电视剧和电子游戏动画裡，以下為著名例子。

### 電影
2010年驚悚电影《完美狙擊》，由佐治·古尼飾演的主角槍匠兼合約殺手傑克使用一把裝上了可折疊槍托、手槍握把、側面安裝的瞄准鏡以及大型手工製作消聲器的儒格Mini-14作為其狙擊步槍。

### 電視劇
1983年至1987年，全国广播公司電視連續劇《天龍特攻隊》系列的眾多集數之中，裝上了折疊槍托的儒格Mini-14不銹鋼型廣泛出現。該步槍因為有著能夠可靠地發射空包彈的聲譽，並且避免了因而出現的槍機堵塞問題而被選上了。

### 動畫
- 2009年—《鋼之鍊金術師 FULLMETAL ALCHEMIST》：由亞美斯多利斯軍部官兵所使用，但有時會變為M14自動步槍。

### 電子遊戲
- 2002年—《俠盜獵車手：罪惡城市》：型号为AC-556F，命名為“Kruger”，30发弹匣，可以在枪店购得，同时也可在罪恶角（Vice Point）的一间别墅的屋檐上以及“守护天使”（Guardian Angels）任务开始时在停车场内拾取得到。
- 2007年—《穿越火线》：型号为AC-556 EBR，命名为“AC 556”，加装直角前握把以及全息瞄准镜，在商店里以GP限时武器之姿出现。
- 2008年由維爾福推出、以喪屍為主題的恐怖生存類第一人称射击游戏及其2009年續作之中，裝上了15發彈匣及瞄準鏡的儒格Mini-14以獵用步槍（Hunting Rifle）之姿出現並可由倖存者角色所使用。
- 2014年—《叛亂（英语：Insurgency (video game)）》：型號為AC-556，安全部隊專用武器。
- 2017年—《絕地求生》：命名为“Mini14”（中文：“Mini14狙击枪”），型號為-14／F30GB，虽然名为狙击枪，实则是被定位成一把精确射手步枪（Designated Marksman Rifle，简称：DMR），使用5.56mm口径子弹，装弹量为20发（若使用扩容弹匣则增至30发），可配备：所有步槍槍口及彈匣、所有瞄具。
- 2022年—《蔚藍檔案》：合歡垣吹雪的固有武器「第14號女武神制式步槍」原型。

## 資料來源
1. ↑  The Mini-14 Exotic Weapons System, Paperback – June 1, 1982 by Joe Ramos (Author), Paladin Press, ISBN  0873645278
2. ↑  Jack Lewis; Robert K. Campbell; David Steele. . Iola, Wisconsin: Gun Digest Books. 26 September 2007: 87–89. ISBN 0-89689-498-3.
3. ↑  Ezell, Virginia Hart. . November 2001  [2015-04-02]. （原始内容存档于2006-10-08）.
4. 1 2  J. Guthrie. . Rifle Shooter.   [2015-04-02]. （原始内容存档于2010-05-03）.
5. ↑   (PDF) (新闻稿).   [2015-04-02]. （原始内容存档 (PDF)于2009-01-24）.
6. 1 2 3 4 5  Lewis, Jack. . . Iola, Wisconsin: Gun Digest Books. 28 February 2011: 128–130. ISBN 1-4402-2400-5.
7. ↑  Peterson, Phillip. . Iola, Wisconsin: F+W Media. 30 September 2008: 198–200. ISBN 978-1-4402-2444-7.
8. ↑  . 1 February 2013  [2 August 2013]. （原始内容存档于2020-09-28）.
9. ↑  Chris Bishop; Tony Cullen; Ian Drury. . Crescent Books. 1988: 246. ISBN 978-0-517-65341-8.
10. ↑  .   [2015-11-16]. （原始内容存档于2020-12-07）.
11. ↑  Dan Shideler. . Iola, Wisconsin: Gun Digest Books. 7 August 2011: 439–440. ISBN 1-4402-1447-6.
12. ↑  Publishing, Skyhorse. . Skyhorse Publishing Inc. 1 November 2009: 43. ISBN 978-1-60239-801-6.
13. ↑  .   [2015-04-02]. （原始内容存档于2008-08-21）.
14. ↑  Shideler, Dan. . . Iola, Wisconsin: Gun Digest Books. 28 February 2011: 42–43  [2015-04-02]. ISBN 1-4402-2666-0. （原始内容存档于2017-02-22）.
15. ↑  Brister, Bob. . 野外及溪流. 1984, 88 (10): 110  [2 August 2013]. ISSN 8755-8599.
16. ↑  Ramage, Ken; Sigler, Derrek. . Iola, Wisconsin: F+W Media, Inc. 19 November 2008: 146. ISBN 0-89689-673-0.
17. ↑  R.L. Wilson. . Book Sales, Inc. 2008: 173. ISBN 0-7858-2103-1.
18. ↑  Bishop, Chris. . Airlife. 1996: 44. ISBN 978-1-85310-539-5.
19. ↑  Graham Williams. . Sydney Morning Herald. July 1, 1988  [2015-04-02]. （原始内容存档于2015-04-02）. Other equipment includes [...] a Ruger .223 gas-operated, semi-automatic carbine (with a range of 2800 metres)
20. ↑  .   [2020-12-18]. （Ruger Mini-14 原始内容 请检查|url=值 (帮助)存档于2016-03-04）.
21. ↑  . British Defence Staff. November 2005  [2015-04-02]. （原始内容存档于2014-04-07）.
22. ↑  Martin K.A. Morgan. . January 9, 2015  [January 12, 2015]. （原始内容存档于2015-03-22）.
23. ↑  . January 11, 2015  [January 12, 2015]. （原始内容存档于2020-04-02）.
24. ↑  Gander, Terry J.; Hogg, Ian V. Jane's Infantry Weapons 1995/1996. Jane's Information Group; 21 edition (May 1995). ISBN 978-0-7106-1241-0.
25. ↑  中華民國總統府. . 視導高雄地區部隊　總統肯定國軍貢獻與付出　讓國人「國防安全好過年」. 中華民國總統府.   [2021-05-07]. （原始内容存档于2021-05-07）.
26. ↑  Soldier of Fortune magazine, Robert K Brown, 1980
27. ↑  Dick Chase, Eric Adams, Mick Wayland, Bob Bartlett.  (PDF).   [2011-03-27].[]
28. ↑  . 薩里警察.   [2009-10-29]. （原始内容存档于2009-06-08）.
29. ↑  . ammoparadise.com. （原始内容存档于2015-02-18）.
30. ↑  Larry Celona. . 紐約郵報. 2002-07-04  [2009-10-29]. （原始内容存档于2020-04-02）.
31. 1 2  . 美联社及台北時報. 2009-02-17  [2009-10-29]. （原始内容存档于2020-04-02）.
32. ↑   (PDF).   [2009-12-24]. （原始内容 (PDF)存档于2010-01-17）.
33. ↑   (PDF).   [2009-12-24]. （原始内容 (PDF)存档于2011-07-21）.
34. ↑   (PDF).   [2009-12-24]. （原始内容 (PDF)存档于2009-12-19）.
35. ↑  .   [2016-11-07]. （原始内容存档于2016-06-02）.
36. ↑  .   [2015-04-02]. （原始内容存档于2020-04-02）.
37. ↑  Lewis, Jack. .  7. Iola, Wisconsin: Gun Digest Books. 2007: 134  [2 August 2013]. ISBN 978-1-4402-2652-6. （原始内容存档于2014-01-02）.
38. ↑  Olshaker, Mark, John E. Douglas. . Simon and Schuster. 1998. ISBN 9780684864471.
39. ↑  Rathjen, Heidi; Charles Montpetit. . Toronto: McClelland & Stewart. 1999. ISBN 0-7710-6125-0.
40. ↑  Borchgrevink, Aage. . Polity. 2013. ISBN 9780745672205.
41. ↑  . Port Fire Studios. 2014  [2015-04-02]. （原始内容存档于2014-07-26）.
42. ↑  . American Rifleman.   [2015-04-02]. （原始内容存档于2014-12-16）.
43. ↑  Major Pandemic. . alloutdoor.com. March 27, 2014  [16 December 2014]. （原始内容存档于2020-09-29）.

## 外部連結
- （英文）—官方网站
- （英文）—Modern Firearms—
  - Ruger Mini-14 and Mini-30 rifle（页面存档备份，存于）
  - Ruger AC-556 assault rifle / Mini-14 GB rifle（页面存档备份，存于）
- （英文）—Gunblast.com—"Ruger’s Improved Mini-14 .223 Ranch Rifle", September 24, 2006（页面存档备份，存于）
- （英文）—Ruger Mini-14 vs. the AR-15 (.pdf) Denny Hansen, S.W.A.T Magazine, March 2002
- （英文）—AC-556 and AC-556K manual (.pdf)（页面存档备份，存于）
- （英文）—Small Arms Review: The AC-556
- （英文）—The Firearm Blog.com—TangoFoxtrot’s Rifle Dust Tests: Mini-14, AUG, ARX-100, SCAR（页面存档备份，存于）
- （英文）—Tactical-Life.com—
  - Ruger SR-556E and Ruger Mini-14 Tactical（页面存档备份，存于）
  - Ruger AC-556 Select-Fire Carbine | VIDEO Preview （页面存档备份，存于）
  - Ruger AC-556 5.56mm Carbine: Full-Auto Firestorm | Gun Review（页面存档备份，存于）
  - New Ruger MOA Mini-14 .223 （页面存档备份，存于）
  - Ruger’s Special Edition Mini-14 Rifle（页面存档备份，存于）
  - Mini-14 Gets Carbine Ready（页面存档备份，存于）
  - Ruger NRA Mini-14 .223（页面存档备份，存于）
  - GG&G’s Ruger Mini-14 Ranch Rifle Scope Mount（页面存档备份，存于）
  - BUTLER CREEK’s Mini-14 Strip Loader（页面存档备份，存于）
  - Ruger’s Mini-14 Tactical .223（页面存档备份，存于）
  - Intrafuse 30rd Mini-14 Magazine（页面存档备份，存于）
  - DAVIDSON’S RUGER MINI-14 .223（页面存档备份，存于）
  - RUGER MINI-14 TACTICAL 5.56mm（页面存档备份，存于）
  - Ruger Mini-14 Tactical 5.56mm（页面存档备份，存于）
  - Ruger Mini-14: A Rugged, All-Weather Ranch Rifle in .223/5.56 | VIDEO（页面存档备份，存于）
  - Ruger Makes Mini-14 Tactical Rifle Available in 300 Blackout（页面存档备份，存于）
  - Exclusive Video: Ruger’s New Suppressor-Ready 300 Blackout Mini-14（页面存档备份，存于）
  - Gun Test: Ruger’s Mini-14 Rifle in 300 Blackout（页面存档备份，存于）
- （英文）—"The Ruger XGI Rifle" - S.W.A.T. Magazine, April 1985（页面存档备份，存于）
- （英文）—American Rifleman.org—
  - Disassembly Instructions for the Ruger Mini-14
  - Ruger Reinvents the Mini-14
  - 8 Things You Might Not Know About the Ruger Mini-14（页面存档备份，存于）
  - Ruger Mini-14 Tactical 300 BLK Rifle Review（页面存档备份，存于）
  - Video: Ruger AC556 Rifle（页面存档备份，存于）
  - Five Reasons To Reconsider The Ruger Mini-14（页面存档备份，存于）
- （简体中文）—D Boy Gun World（槍炮世界）—Mini-14轻型步枪（页面存档备份，存于）
  - Mini-14GB政府型步枪（页面存档备份，存于）
  - AC-556突击步枪（页面存档备份，存于）
  - MuzzleLite无托式Mini-14/30（页面存档备份，存于）
  - Mini-30轻型步枪（页面存档备份，存于）
- The Mini-14: A Cost-Effective Scaled-Down M14 （页面存档备份，存于）